# Sooglossus thomasseti
Sooglossus thomasseti är en groddjursart som först beskrevs av George Albert Boulenger 1909.  Sooglossus thomasseti ingår i släktet Sooglossus och familjen Sooglossidae. IUCN kategoriserar arten globalt som sårbar. Inga underarter finns listade i Catalogue of Life.